# Азербайджански държавен симфоничен оркестър
Азербайджанският държавен симфоничен оркестър на името на Узеир Хаджибеков (на азербайджански: Azərbaycan Dövlət Simfonik Orkestri) е един от най-големите музикални състави в Азербайджан. Основан е през 1920 г., един от първите в СССР, по инициатива на основоположника на азербайджанската професионална музика Узеир Хаджибеков. Диригенти като Рене Батон (Франция), Ото Клемперер (Германия), Фриц Щидри (Австрия), Николай Голованов (Русия) и други са взели пряко участие в създаването на оркестъра. Оркестърът е лауреат на Всесъюзния конкурс от 1967 г.
Репертоарът на симфоничния оркестър включва произведения на азербайджански и чуждестранни композитори. Оркестърът носи името на Узеир Хаджибеков от 1944 г. А през 1960 г. става почетен колектив на републиката. Турнетата на оркестъра в САЩ, Европа (Германия, Швейцария, Франция, Англия), Азия (Египет, Турция) и други чужди страни са с голям успех.

## Диригенти на оркестъра
От 1938 г., в продължение на 46 години, оркестърът е ръководен от Народния артист на СССР (1959 г.) и Героя на социалистическия труд (1982 г.) – диригента Ниязи (Ниязи Зулфугар оглы Тагизаде Хаджибеков).
Главен диригент на Азербайджанския държавен симфоничен оркестър на името на Узеир Хаджибеков от 1984 до 1991 г. и от 1998 г. е народният артист на Република Азербайджан, носител на Орден на Славата, лауреат на държавни награди, професор Рауф Абдулаев.
Главен диригент на Азербайджанския държавен симфоничен оркестър на името на Узеир Хаджибеков от 1991 до 1998 г. е народният артист на Република Азербайджан, носител на „Орден на Славата“, професор Ялчин Адигезалов. Диригент: Фахраддин Керимов, народен артист на Азербайджан.
Диригент: Фуад Ибрахимов, почетен артист на Република Азербайджан.